# Florencia Bonelli
Florencia Bonelli (Córdoba, Argentina, 5 de mayo de 1971) es una escritora argentina de novelas románticas.

## Trayectoria
Estudió Ciencias Económicas en la Universidad Católica de Córdoba. Obtuvo un puesto de Contadora Pública en Buenos Aires y comenzó a trabajar diez días después de graduarse.
En 1997 se decidió a escribir historias de amor. Entusiasmada por la experiencia, dejó su trabajo de Contadora Pública en 1998, para dedicarse de lleno a escribir. Dejar su trabajo le permitió además acompañar a su esposo donde le destinaran por su trabajo. En Europa, vivieron en Génova (Italia), Bruselas (Bélgica) y Londres. En 2004 regresaron a Argentina, y residen en Buenos Aires.
En 1999 publicó de su primer título Bodas de Odio; en 2003 se publicó Marlene. En 2005 su obra Indias Blancas, que debido a su extensión fue dividido en dos partes. En 2006 se publicó Lo que dicen tus ojos. El cuarto arcano fue publicado en el año 2007, al igual que su segunda parte El cuarto arcano: El puerto de las tormentas.
En mayo de 2009, en la Feria del Libro de Buenos Aires se presentó Me llaman Artemio Furia.
En abril de 2011, nuevamente en la Feria del Libro de Buenos Aires, presentó su libro Caballo de Fuego-París, la primera parte de una trilogía que se completa con Caballo de Fuego-Congo y Caballo de Fuego-Gaza. Esta trilogía retoma la historia iniciada en Lo que dicen tus ojos-.
En abril de 2013, publicó Nacida Bajo el Signo del Toro, la primera parte de la saga Nacidas una novela dirigida al público juvenil y ambientada en el Buenos Aires de la actualidad.
En octubre de 2014, publicó Jasy; en abril del año siguiente, publicó el segundo libro llamado Almanegra. La saga Trilogía del Perdón publicó su desenlace bajo el nombre La tierra sin Mal. Este último libro tuvo dos publicaciones: en Argentina en octubre de 2015 y en abril de 2016 en el resto del mundo.

### Novelas independientes
- Bodas de odio, 1999/10 (2° Edición 2008)
- Marlene, 2003/01 (2° Edición 2008)
- Lo que dicen tus ojos, 2006
- Me llaman Artemio Furia, 2009/05
- La tía Cósima, 2020

### La Historia de la Diana
1. 1. "Aquí hay dragones". La historia de La Diana parte I. 01/09/2018

1. 2. "Dime... ¿Quién es cómo Dios?. La historia de La Diana parte II. 01/04/19

### Indias Blancas
1. Indias Blancas, 2005/03
2. Indias Blancas. La vuelta del Ranquel, 2005/10

### El cuarto arcano
1. El cuarto arcano, 2007/Jul
2. El cuarto arcano. El puerto de las tormentas, 2007/Sep

### TrilogíaCaballo de fuego
1. Caballo de fuego - París, 2011/04
2. Caballo de fuego - Congo, 2011/09
3. Caballo de fuego - Gaza, 2012/04

### Trilogía del Perdón
1. "Jasy", 2014/10
2. "Almanegra", 2015/04
3. "La Tierra sin Mal", 01/10/2015

### Antologías
- Los enamorados del lago Nahuel Huapi y otras leyendas de amor, 2010/04

### Nacidas
1. Nacida bajo el signo del Toro (2013/4)
2. Nacida bajo el sol de Acuario (2015)
3. Nacida bajo el fuego de Aries (2017)
4. El hechizo del agua (2022)